# Socorro Latasa Miranda
María Socorro Latasa Miranda (Pamplona, Navarra, 20 de diciembre de 1956) es una escritora y poeta española.

## Trayectoria
Socorro Latasa nació en Pamplona y reside en Aoiz (Navarra). Es profesora de E. G. B, aunque solo circunstancialmente ha ejercido la docencia.  
Formó parte como miembro de jurado del Grupo Literario Bilaketa que dirigía Salvador Gutiérrez. La Asociación Bilaketa dinamizó los concursos y la poesía en Navarra con sus convocatorias nacionales e internacionales, a las que acudieron poetas insignes como José Hierro, Ángel García López o Antonio Hernández. Colabora esporádicamente en la revista de poesía del Ateneo Navarro, “Grupo Ángel Urrutia” y tiene presencia pública tanto en Pamplona como en Aoiz donde hace presentación de sus publicaciones y dirige el club de lectura de la biblioteca pública de la localidad. 
Su trabajo literario de Socorro Latasa ha discurrido en los campos de la creación y el de la divulgación y crítica del escritor Damián Iribarren, capuchino nacido en Aoiz en 1927 y muerto en Pamplona en el año 2000. Los trabajos dedicados a Iribarren merecieron que el proyecto presentado fuera subvencionado por la Fundación Itoiz Canal de Navarra y vieran la luz editados por la editorial Sahats de Pamplona. Agrupaba las publicaciones en: Desde la luz y el tiempo, 2005, Risa y ternura de unos papeles, 2006 y Aproximación a la obra literaria de Damián Iribarren, 2007.
Tuvo presencia en los encuentros autonómicos organizadas por IPES con mujeres escritoras, pero no fue hasta 1989 cuando recogió sus poemas en forma de poemario. En marzo de 2014 participó en la 1ª edición de la muestra colectiva Musas inspiradas e inspiradoras llevada a cabo en la Villa de Aoiz.

## Obras

### Individuales
- Arpegios de sombra herida, con prólogo de Charo Fuentes. (COMAR. Madrid, 1989).
- Edad sin tiempo (Medialuna Ediciones. Pamplona, 1991).
- Desde la luz y el tiempo (Sahats, Pamplona 2005). Recopilación de obra poética inédita del P. Damián Iribarren escrita entre los años 1965-2000 donde se incluyen diez poemarios.[2]
- Risa y ternura de unos papeles (Reflexión sobre los Caprichos de Goya) del P. Damián Iribarren. (Sahats, Pamplona, 2006).[3]
- Aproximación a la obra literaria de Damián Iribarren (Sahats, Pamplona, 2007), con prólogo de Carlos Mata.[4]
- Hasta el último horizonte (Sahats, Pamplona 2008), con prólogo de Emilio Echavarren.[5]
- Cuaderno de música Notas sobre papel pautado. Selección de 21 composiciones.
- Monosílabos al son, al son de monosílabos (Grupo Reysa, Madrid,2012).[6]
- Edad de niebla y otros poemas (COMAR, Madrid, 2014).[7][8]
- Al filo del Otoño (Círculo Rojo, 2017).
- Al azar de los nombres (Círculo Rojo, 2019).[9][10]

### Colectivas
- Antología Bilaketa (volúmenes I y II), Aoiz, 1986 y 1992.
- A Gerardo Diego (En el centenario y cien de Devenir). Devenir. Madrid, 1996.
- Este noventa y ocho. Antología de la literatura navarra actual. Pamplona, 1998.
- Constantes vitales nº 3 y nº 4 Grupo Ángel Urrutia del Ateneo Navarro. Pamplona, 2008.
- Luces y sombras nº 24 y nº 25 Fundación María del Villar Berruezo. Tafalla, 2008 y 2009.
- Prólogo al poemario Surgimientos de Rafael López de Ceráin. Sahats, Pamplona 2008.
- Revista poética digital Gatos y Mangurrias número del 10 de diciembre de 2012.
- Revue La Porte des Poètes. París, Otoño 2012.

## Premios y reconocimientos
- 1972 Primer premio de Juventud “Villa de Aoiz” con Adiós a mi niñez.[1]
- 2005 Premio de la Fundación Itoiz-Canal de Navarra.[1]
- 2011 Diploma de Accésit del XIV Concurso Internacional de Poesía La Porte de Poètes de París con Decantaciones.[1]
- 2015 Finalista del primer premio de poesía “Villa de Madrid” con Madrid, luz de septiembre.[11][1]